# Trolejbusová doprava v Banské Bystrici

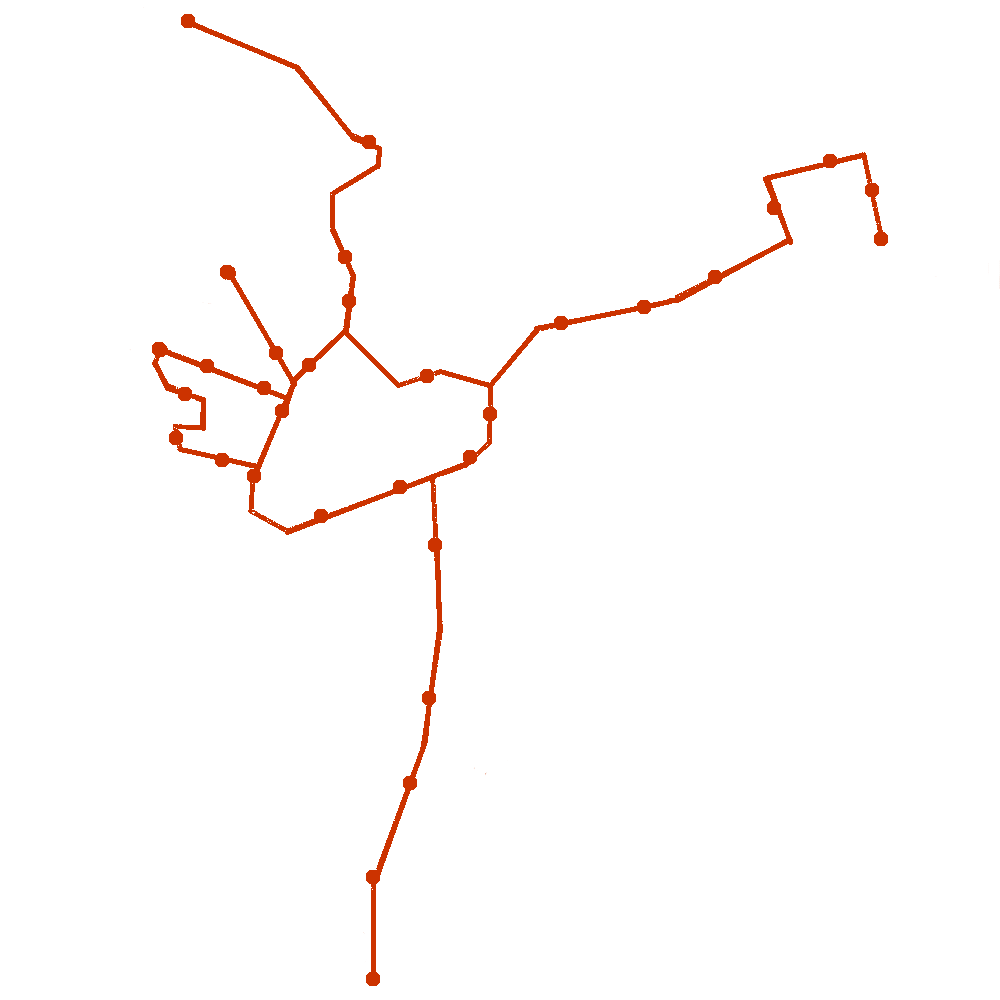
Trolejbusová síť v roce 2004 před přerušením dopravy

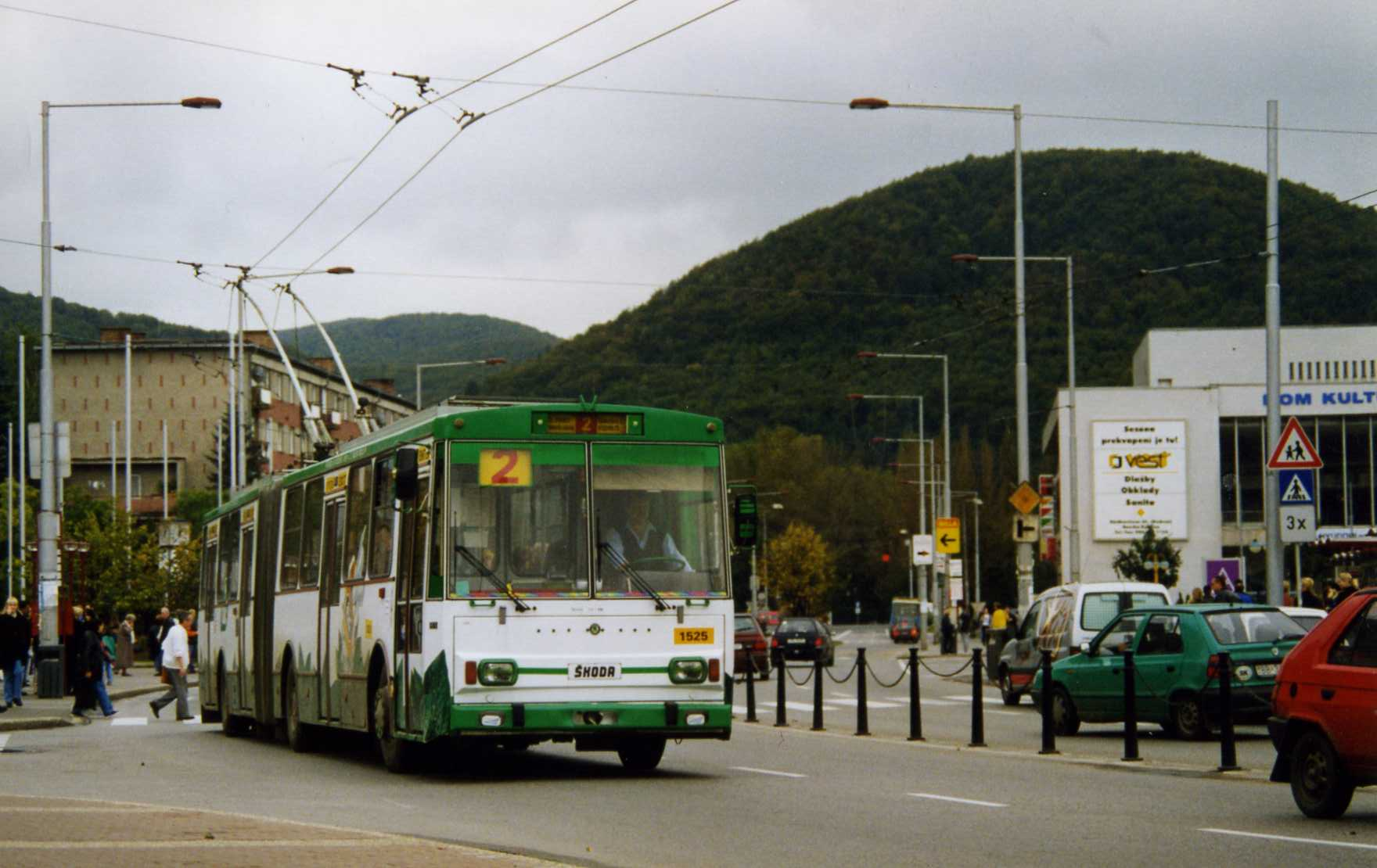
Banskobystrický trolejbus Škoda 15Tr v roce 1999

Banská Bystrica je jedno z celkem pěti měst Slovenska, kde se nachází síť trolejbusové dopravy. Trolejbusovou dopravu zavedl státní podnik ČSAD Banská Bystrica v roce 1989, síť převzala nástupnická akciová společnost SAD Banskobystrická dopravná spoločnosť, která až do roku 2010 vlastnila větší podíl tratí i vozidel. V letech 2006–2007 byl provoz přerušen a od listopadu 2007 jej obnovila městem vlastněná akciová společnost Dopravný podnik mesta Banská Bystrica. Hlavní provozovatel MHD v Banské Bystrici, jímž je od roku 2006 Slovenská autobusová doprava Zvolen a. s., se v trolejbusové dopravě neangažuje.

## Historie

### První projekty
První projekt na zavedení trolejbusů ve městě se objevil mezi lety 1935 a 1937. Měly být vybudovány dvě tratě, z toho jedna měla vést výhledově až do Ružomberku. Předpokládalo se, že síť bude dlouhá celkem 8 km a že trolejbusy budou napájeny napětím 500 V po městě a 1000 V na meziměstských tratích. Přes náměstí měly trolejbusy jezdit beztrolejově, na pohon agregátem. Tento projekt nebyl městem přijat. Znovu se o trolejbusech začalo mluvit na konci 40. let. Tehdy existovala snaha propojit Banskou Bystricu se Sliačem a Zvolenem.

### Realizace
V dobách oživení elektrické trakce v 80. letech 20. století vypracovala projekt trolejbusové dopravy společnost Dopravoprojekt. Poprvé v Československu bylo použito napětí 750 V místo dosud obvyklých 600 V. Síť podle tohoto záměru nebyla dobudována, oproti plánům nezahrnuje největší sídliště Sásová, kde na vnějším městském okruhu již byly osazeny sloupy trakčního vedení. Banská Bystrica se stala po Bratislavě a Prešově třetím městem na Slovensku s trolejbusovou dopravou.
Na konci roku 1988 probíhaly zkušební jízdy trolejbusů typů Škoda 14Tr a 15Tr na zkušebním okruhu kolem Sídliska. 24. srpna 1989 byl na, do té doby autobusové, lince č. 36, nově prodloužené k vozovně Kremnička, slavnostně zahájen trolejbusový provoz s cestujícími. Po zavedení dalších šesti trolejbusových linek byly linky MHD přečíslovány tak, že trolejbusové linky dostaly nejnižší čísla, autobusové linky čísla od 20 výše. Přestože od roku 1993 stát snížil dotace do MHD, pokračovala i nadále výstavba nových tratí pro trolejbusy (jen roku 1994 bylo vybudováno 2,3 km nových tratí: Internátna, Tulská - Moskovská, 2. stopa kolem Sídliska).
Od 1. března 1994 byl zaveden nástup předními dveřmi, roku 2000 byly zrušeny síťové měsíční jízdenky. Od přelomu století se snižovaly výkony trolejbusové dopravy, rušeny byly i autobusové linky.
Trolejbusovou dopravu původně zaváděl podnik ČSAD Banská Bystrica, š. p., který byl vlastníkem a provozovatelem trolejbusové sítě, provozovatelem trolejbusové dopravy a vlastníkem trolejbusů. Tento majetek a činnost v rámci transformace přešly na nový subjekt, SAD Banskobystrická dopravná spoločnosť a. s.. Tu v roce 2010 vlastní ČSAD Ostrava a Fond národního majetku.
Roku 1996 město založilo vlastní akciovou společnost s názvem Mestská hromadná doprava Banská Bystrica, která od února 2007 byla přejmenována na nový název Dopravný podnik mesta Banská Bystrica (DPMBB). Město je dosud jejím stoprocentním vlastníkem. Tratě vybudované od roku 1993 a nově kupovaná vozidla byla vlastnictvím města a přešla do vlastnictví této městské společnosti. V roce 2005 tak SAD BDS vlastnila kolem 25 trolejbusů a starší trolejbusové tratě, MHDBB měla v majetku (kromě několika desítek autobusů) dva trolejbusy a novější trolejbusové tratě. Na přelomu let 2004/2005 byla dokončena nová krátká trať k hypermarketu Tesco, která od počátku byla v majetku MHDBB, dnes DPMBB.

### Přerušení a obnovení provozu
1. ledna 2006 začal banskobystrickou MHD provozovat na základě výběrového řízení, konaného v prosinci 2005 a vyhlášeného městem v souvislosti se zrušením státních dotací do MHD, a smlouvy uzavřené na dobu 6 let třetí subjekt: Slovenská autobusová doprava Zvolen a. s., která je provozovatelem asi 70 % regionálních linek v kraji. Nový dopravce začal zajišťovat MHD pouze prostřednictvím autobusových linek, takže provoz trolejbusů byl 31. prosince 2005 ukončen. Dopravce tuto změnu odůvodnil vysokou ekonomickou náročností trolejbusového systému a útlumem v oblasti produkce trakčních motorů trolejbusů,[zdroj?] jiné zdroje uvádějí jako příčinu zastavení trolejbusové dopravy nedohodu nového dopravce s původním na podmínkách pronájmu sítě a vozidel. Díky většímu počtu vypravovaných autobusů se však kvalita dopravy mírně zvýšila.
Zastánci trolejbusové dopravy z řad obyvatel a odborníků vyjádřili ostrý nesouhlas a uspořádali petici, kde sehnali tisíce podpisů za obnovu trolejbusového provozu.
K změně politiky města došlo po komunálních volbách a nástupu primátora Saktora. Město pod jeho vedením započalo „studenou válku“ s dopravcem, jehož o rok dříve samo k provozování MHD vybralo, a začalo mu konkurovat souběžnými linkami vlastního dopravního podniku.
V roce 2006 bylo kromě autobusových linek MHD provozovaných SAD Zvolen zavedeno i několik autobusových linek, které provozovala městská akciová společnost MHDBB, později DPMBB, která do té doby provozovala jen turistický vláček a speciální citybusové linky v centru města. Začátkem roku 2007 si MHDBB pronajala trolejbusová vozidla a tratě od SAD BDS a. s., 8. února 2007 uzavřelo město se svou akciovou společností smlouvu o provozování trolejbusové dopravy, v květnu 2007 získal DPMBB povolení k provozování trolejbusové dráhy a Banskobystrický kraj projednával jeho žádosti o licence k provozování trolejbusové dopravy. 10. listopadu 2007 Dopravný podnik mesta Banská Bystrica a. s. zahájil trolejbusovou dopravu na prvních dvou linkách: lince 3 mezi trolejbusovou vozovnou a Rooseveltovou nemocnicí a lince 5 (dříve 9) mezi hypermarketem Tesco a nemocnicí. 1. prosince 2007 byla obnovena linka 7, 15. prosince linky 2 a 4 (dříve 8) a od 29. prosince 2007 byly zprovozněny linky 1 a 6, čímž bylo dovršeno obnovení provozu na celé síti v původním rozsahu a linkovém vedení z roku 2005 (linky č. 8 a 9 byly přečíslovány na neobsazená čísla 4 a 5). 1. července 2009 byla zavedena nová linka č. 8 v trase Železničná stanica – Tulská.
SAD Zvolen a. s. souběžně s trasami trolejbusových linek DPMBB provozovala až do září 2008 své vlastní autobusové linky s označením X1 až X9, a to pod hlavičkou příměstských linek č. 601451 – 601455.
V roce 2008 se tak celková dotace města do MHD oproti předchozímu roku více než zdvojnásobila (z 1,5 na 3,72 milionu eur), v roce 2009 tento trend pokračoval. Odborné analýzy prokázaly, že provoz trolejbusů je téměř dvojnásobně dražší oproti nahrazení této dopravy autobusy. V roce 2009 pod vlivem ekonomické krize město prodloužilo smlouvu s SAD Zvolen a. s. do konce roku 2015 a přijalo efektivní plán dopravní obslužnosti. SAD Zvolen a. s. rovněž kapitálově vstoupila do ztrátového DPMBB, dosud stoprocentně vlastněného městem, a získalo v něm 49% podíl. Zaváděním moderních autobusů na plynový pohon ztrácí na síle i argument větší ekologické šetrnosti trolejbusů, definitivní zrušení trolejbusové dopravy je tedy pravděpodobné; v listopadu 2009 možnost ustoupení trolejbusové dopravy levnější a zároveň ekologické autobusové dopravě naznačil i primátor Saktor.
7. února 2010 bylo oznámeno, že DPMBB odkoupil 25 trolejbusů a trolejbusovou infrastrukturu od SAD Banskobystrická dopravná spoločnosť, a to asi za 2 miliony eur, což je asi 2,5 ročního nájemného 830 tisíc eur, které DPMBB platil za jejich užívání. Zároveň primátor Saktor oznámil, že už město nebude vůbec uvažovat o tom, že by trolejbusovou dopravu rušilo. Ještě v prosinci 2009 možnost útlumu připouštěl. Jednání o odkoupení majetku probíhala od listopadu 2008. Město jedná se SAD BDS a jeho vlastníky jedná i o odkoupení banskobystrického autobusového nádraží do svého vlastnictví.

## Vozový park
Trolejbusovou dopravu v Banské Bystrici obstarávají pouze trolejbusy Škoda. Od roku 1989 byly dodány čtyři (respektive pět) typů. Standardních (krátkých) vozů typu Škoda 14Tr bylo zakoupeno celkem sedm. Kloubová vozidla zastupoval typ Škoda 15Tr (27 kusů) a jeho modernizovaná varianta 15TrM (2 trolejbusy). Nejnovější standardní nízkopodlažní trolejbusy 30Tr jsou zařazovány od roku 2011, kloubové nízkopodlažní trolejbusy 31Tr od roku 2015.
| Obrázek    | Typ        | Modifikace a podtypy    | Dodávky v letech (celkové dodávky) | Počet (k 6. 6. 2021) |
| ---------- | ---------- | ----------------------- | ---------------------------------- | -------------------- |
|            | Škoda 14Tr | Škoda 14Tr              | 1988–1989 (1988–1989)              | 2                    |
| Škoda 15Tr | Škoda 15Tr | Škoda 15Tr, Škoda 15TrM | 1988–1998 (1988–1999)              | 4                    |
| Škoda 30Tr | Škoda 30Tr | Škoda 30Tr              | 2011–2015 (2011–2015)              | 20                   |
|            | Škoda 31Tr | Škoda 31Tr              | 2015 (2015)                        | 3                    |
|            | SOR TNB 12 | SOR TNB 12              | 2017–2019 (2017–2019)              | 3                    |